# Diners Club International
Diners Club International, originalmente Diners Club, é uma companhia de crédito fundada em 1950 por Frank X. McNamara, Ralph Schneider e Matty Simmons, comprada em 1981 pelo Citibank. Foi a primeira empresa independente de cartões de crédito do mundo.

## Criação
Frank MacNamara e Ralph Schneider observaram a possibilidade do cartão de crédito após enfrentarem uma situação constrangedora em um restaurante ao descobrirem que não poderiam pagar um jantar por não terem trazido suas carteiras. Para resolver a situação entregaram seus cartões de visita para que depois a conta fosse entregue no escritório deles.

## No Brasil
No Brasil, o cartão Diners Club era operado pelo Citibank Brasil, porém com a venda do Citibank Brasil em 2017, passou a ser operado pelo Itaú Unibanco.
Em 18 de novembro de 2018, o Itaú Unibanco anuncia que irá substituir os cartões Diners Club por cartões da instituição com a bandeira Visa, extinguindo assim a marca no país. Porém em 21 de novembro de 2018, a Elo Participações anuncia que passarão a deter o nome Diners Club no Brasil, com os cartões sendo emitidos com a bandeira Elo.